# Khedrup Gelek Pelzang
Khedrup Gelek Pelzang, mer känd som Khedrup Je, född 1385, död 1438, var en tibetansk religiös ledare och en av Tsongkhapas främsta lärjungar. Han erkändes postumt som den första inkarnationen av Panchen Lama i Gelug-sekten i den tibetanska buddhismen.